# Sherman W. Tribbitt
Sherman Willard Tribbitt (* 9. November 1922 in Easton, Maryland; † 14. August 2010 in Milford, Delaware) war ein US-amerikanischer Politiker. Er war von 1973 bis 1977 Gouverneur des Bundesstaates Delaware.

## Frühe Jahre und politischer Aufstieg
Sherman Tribbitt besuchte bis 1941 das Beacom College, wo er Buchhaltung studierte. Danach arbeitete er für kurze Zeit für eine Sicherheitsfirma, ehe er während des Zweiten Weltkriegs in die US-Marine eintrat. Nach dem Krieg betrieb er zusammen mit seinem Schwiegervater die Odessa Supply Company in Odessa, die sich auf Eisenwaren und Ersatzteile spezialisierte.
Tribbitt wurde Mitglied der Demokratischen Partei. Zwischen 1957 und 1964 und nochmals von 1971 bis 1972 war er Abgeordneter im Repräsentantenhaus von Delaware, wobei er von 1958 bis 1964 dessen Präsident war. Im Jahr 1964 wurde er als Kandidat seiner Partei zum neuen Vizegouverneur seines Staates gewählt. Damit war er zwischen 1965 und 1969 Stellvertreter von Gouverneur Charles L. Terry. Im Jahr 1968 kandidierte er erfolglos für seine Wiederwahl. Vier Jahre später war er Kandidat seiner Partei für die Gouverneurswahlen dieses Jahres. Bei den folgenden Wahlen konnte er den Amtsinhaber Russell W. Peterson mit 51 % der Wählerstimmen schlagen.

## Gouverneur von Delaware
Sherman Tribbitt trat sein neues Amt am 16. Januar 1973 an. In seiner Regierungszeit wurde die schwer angeschlagene Farmer’s Bank vor dem Zusammenbruch gerettet. Ein Zusammenbruch der Bank hätte den Staat Delaware ebenfalls mit in den finanziellen Abgrund gezogen, zumal der Staat selbst sein eigenes Geld bei dieser Bank angelegt hatte. Unabhängig davon litt Delaware in jenen Jahren unter einer allgemeinen Wirtschaftskrise.
In Tribbitts Regierungszeit wurden auch die öffentlichen Gebäude in Delaware behindertengerecht umgebaut. Außerdem versuchte der Gouverneur mit Hilfe eines eigens dafür gegründeten Ministeriums, neue Investoren nach Delaware zu locken. Im Jahr 1976 scheiterte er bei der nächsten Gouverneurswahl gegen Pierre S. du Pont, den Kandidaten der Republikanischen Partei. Damit musste er am 18. Januar 1977 aus seinem Amt ausscheiden.

## Weiterer Lebenslauf
Im Jahr 1984 bewarb sich Tribbitt erneut um die Nominierung seiner Partei für die Gouverneurswahlen. Er konnte sich aber in den Vorwahlen nicht durchsetzen. Danach arbeitete er für eine Kommission, die sich mit dem Delaware-River-Becken befasste (Delaware River Bassin Commission), und für eine Beraterfirma. Seit 1943 war Sherman Tribbitt mit Jeanne Webb verheiratet. Das Paar hatte drei Kinder.